# Walenty Kłyszejko

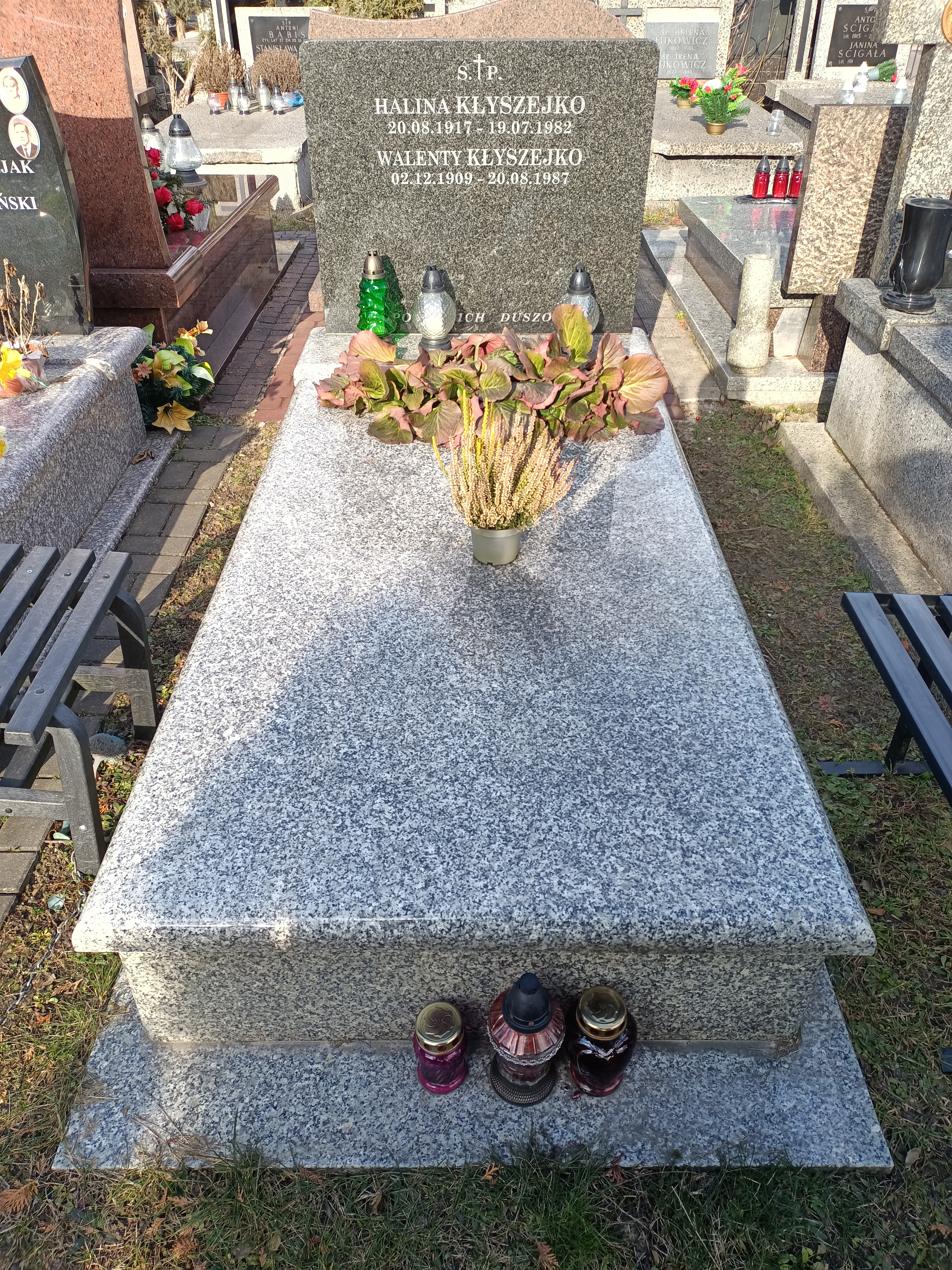
Tomba di Walenty Kłyszejko nel Cimitero comunale Nord di Varsavia

Walenty Kłyszejko (San Pietroburgo, 19 dicembre 1909 – Varsavia, 20 agosto 1987) è stato un cestista e allenatore di pallacanestro estone.

## Carriera
Da giocatore ha vestito la maglia dell'Estonia in 5 occasioni. Ha successivamente allenato la Polonia, con cui ha presto parte alle Olimpiadi del 1936 e agli Europei del 1937 e del 1939; proprio nel 1939 vinse la medaglia di bronzo.